# 밀양시장 만세운동
밀양시장 만세운동은 3·1 운동의 일환으로 일제강점기 경상남도 밀양군 밀양면 밀양시장(現 대한민국 경상남도 밀양시 내일동 밀양아리랑시장)에서 1919년 3월 13일 일어났던 만세운동이다.

## 배경
고종의 장례식에 참석하기 위해 경성에 방문했다가 파고다공원에서의 3.1운동 만세시위에 참여하고 온 윤세주(尹世冑)와 윤치형(尹致衡)은 고향으로 내려와 동화학교(同和學校) 교장 전홍표(全鴻杓)와의 논의 끝에 밀양에서 만세시위를 개최하기로 하였다. 이에 따라 밀양공립보통학교의 졸업생 및 학생, 밀양교회의 교인들과 함께 만세운동을 기획했다. 이들은 독립선언서를 등사하여 배포하기 위해, 부북면 및 밀양면사무소에서 등사판을 몰래 가져와 위북산에서 독립선언서 및 태극기를 등사하여, 윤세주의 집에 숨겨두는 등 준비하였다.

## 전개

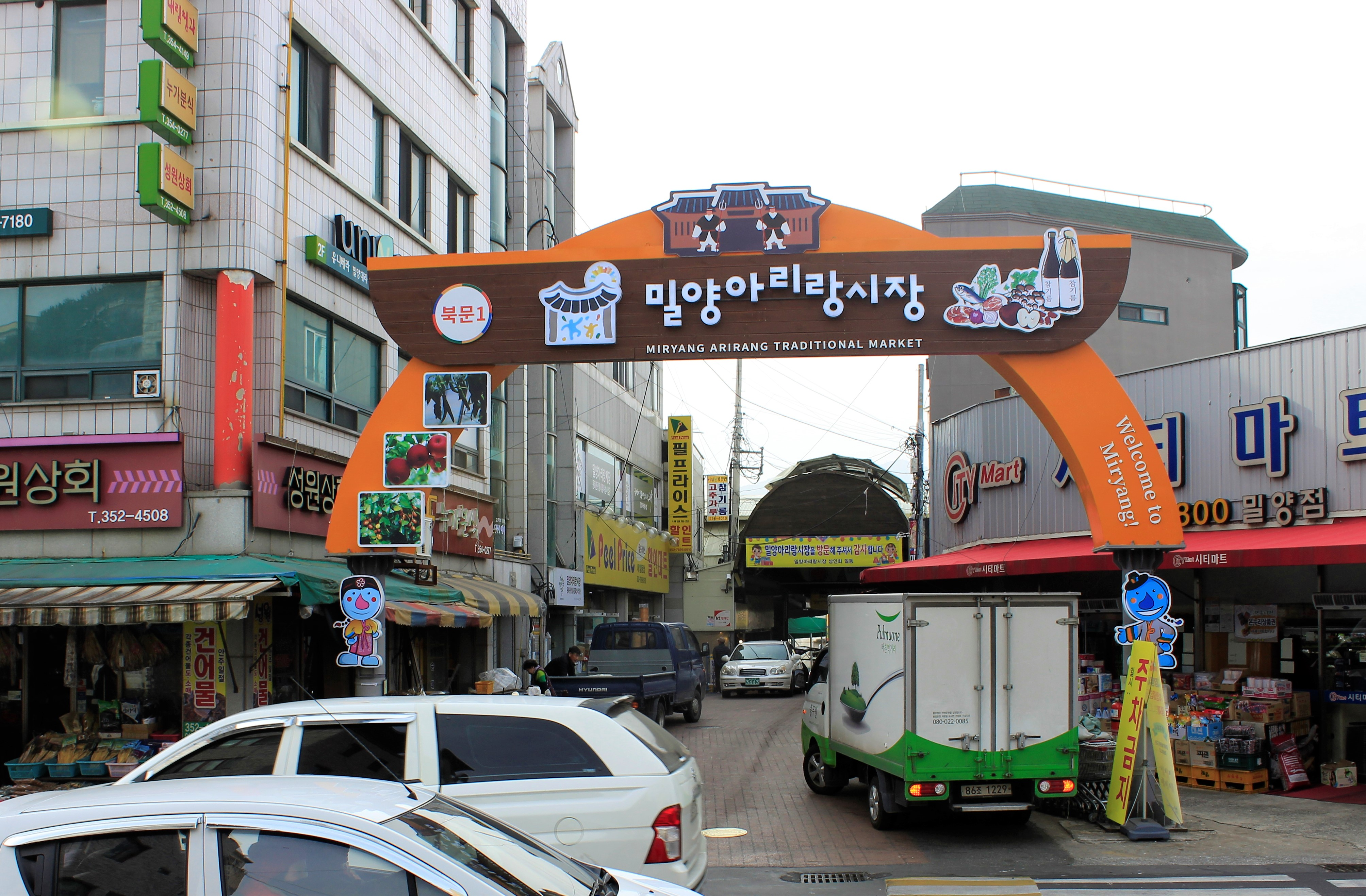
과거 밀양시장 만세운동이 벌어졌던 밀양아리랑시장

날짜를 3월 13일로 정한 사람들은 3월 13일 밀양시장이 열리자 거사 당일 장사꾼으로 위장하여 사람들에게 몰래 독립선언서와 태극기를 나누었다. 오후 1시 30분, 주동자들이 태극기를 펼치자 1,000여명의 군중들이 밀양공립보통학교 앞 도로에 모여들어 시위에 참여했다. 윤세주의 선언서 낭독으로 집회가 시작되어 사람들이 가두행진하였으나,  부산에서 급파되어 온 헌병과 수비대가 현지 헌병, 경찰과 합세하여 진압하였다.

## 결과
일본 경찰 및 헌병은 집회에 참가한 사람들을 잡아들였다. 당시 연행된 사람들은 10명 가량이었으며, 주동자였던 윤세주와 윤치형 등은 중국으로 망명하여 연행하지 못했다. 일본 법정은 윤세주에게 궐석 재판으로 징역 1년 6개월 형을 구형했다. 다른 주동자는 4월에서 6월 규모의 징역 또는 90대의 태형을 선고받았다.

## 의의

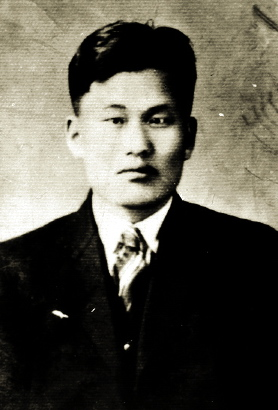
윤세주의 사진. 윤세주는 중국으로 탈출한 뒤 의열단을 조직했다.

밀양시장 만세운동은 밀양 내에서 8번 열리는 만세운동에 큰 영향을 주었다. 다음 날 밀양보통공립학교의 학생 160여 명이 관중 200명과 합세하여 만세운동을 벌여 선생 5명이 구속되기도 했다. 또한 만세운동에 자극을 받은 밀양면 일대의 유생 등이 운동을 벌였다. 또한, 4월 4일에 열린 불교계의 만세운동 중 가장 큰 규모였던 5천 여 명 규모인 표충사의 만세운동을 개최하는 데 큰 영향을 주었다. 또한 윤세주가 중국으로 망명하며 김원봉 등과 함께 의열단을 조직하여, 한반도 내에서 무장독립운동이 일어나는 계기가 되었다. 현재는 밀양시에서 이들 기념운동을 기념하기 위하여 밀양시립박물관 내 밀양독립운동기념관을 조성하고 복개되었던 해천을 복원하며 독립운동 기념 거리를 조성하였으며, 매년 3월 13일 밀양시 등의 주최로 만세운동 재현행사가 개최되고 있다.

## 같이 보기
- 표충사 만세운동
- 의열단
- 윤세주